# 영광의 순간
영광의 순간(독일어: Der glorreiche Augenblick), 작품 번호 136은 1814년에 루트비히 판 베토벤에 의해 쓰여진 칸타타이다.

## 배경 및 작곡

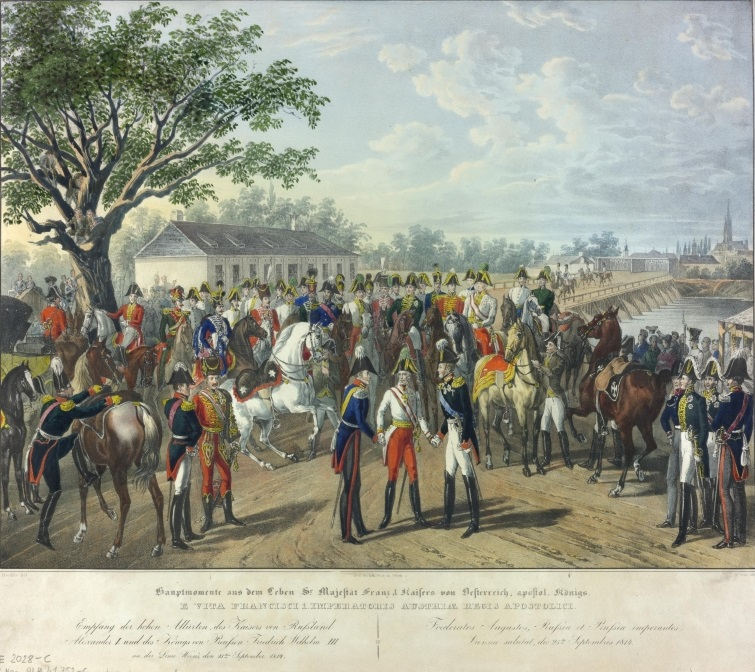
빈 회의

나폴레옹 전쟁의 결과를 수습하기 위해 개최된 빈 회의의 개회를 위해 쓰여졌다. 작곡에 있어서, 베토벤은 여러번 그의 모든 능숙한 솜씨에 대하여 나폴레옹에 대한 반감과 프랑스 황제의 패배에 대한 기쁨을 포함해야 한다고 생각했고, 작곡에의 동기 부여를 위해 약간의 과격함과 화려함의 정도를 포함해야 한다는 것을 알고 있었다. 20세기에 쇼스타코비치는 베토벤보다 훨씬 더 자주 그의 음악을 정치화 하려는 경향에 희생되었다.
작품은 두 명의 소프라노, 테너와 베이스 독주자, 합창단, 관현악단 등을 위해 작곡되고 있다. 알로이스 바이센바흐의 시를 사용하며, 음악은 때때로 폭발적이지만, 자극적이지 않으며, 같은 주제를 찬양하는 웰링턴의 승전에서의 그것과 다르지 않다. 6악장에서 베토벤은 많은 흥미로운 순간들, 그리고 심지어 진정으로 영광스러운 순간들까지도 제공하지만, 바이센바흐의 시들이 나폴레옹의 패배를 축하할 필요성과 결합되어 그의 영감을 방해했던 것으로 여겨진다.

## 초연 및 출판
1814년 11월 29일, 빈의 레도텐잘에서 열린 음악회에서 유럽 정상들이 모인 가운데 초연되었고, 반응 또한 좋았다. 이는 대중과 비평가들 모두 애국심에 사로잡혀 있었고, 더불어 나폴레옹의 폭정으로부터의 자유를 느끼는 기쁨과 안도감에 사로잡혀 있었기 때문이었다. 그러나 이것은 베토벤에게 있어, 나폴레옹 대신 메테르니히의 독재를 칭송하는 결과가 되어버렸다.
베토벤은 이 곡을 후세가 알게 되는 것을 원하지 않았기 때문에 출판하지 않았다. 베토벤이 이 작품을 작곡한 이유 중 하나는 메테르니히의 환심을 사고자 함이었지만, 메테르니히는 오히려 음악가들을 탄압했다.
이 작품은 베토벤이 사망한 후 10년이 지난 1837년이 되어서야 출판되었다.

## 악기 편성
- 목소리
  - 두 개의 소프라노
  - 테너
  - 베이스
  - 남녀 혼성 합창단 (SATB)
- 관현악단
  - 목관악기
    - 피콜로
    - 두 개의 플루트
    - 두 개의 오보에
    - 두 개의 클라리넷
    - 두 개의 바순

  - 금관악기
    - 네 개의 호른
    - 두 개의 트럼펫
    - 세 개의 트롬본

  - 타악기
    - 팀파니
    - 트라이앵글
    - 베이스 드럼
    - 심벌즈

  - 현악기

## 악장 구성
전6악장으로 구성되어 있으며, 총 연주시간은 35분 정도이다.
- 제1악장. 합창단. 알레그로, 마 논 트로포 (가장조)
- 제2악장. 레치타티보. 안단테 (라장조)
- 제3악장. 합창단을 포함한 아리아. 알레그로 (내림나장조)
- 제4악장. 레치타티보 (나장조)
- 제5악장. 레치타티보와 사중주, 알레그로 (가장조)
- 제6악장. 합창단. 포코 알레그로 (다장조)